# Crna magija
Crna magija (lat. Magia Malefica) je oblik magije kojoj je cilj da ubije, da povredi, da uništi ili da, na natprirodan način, postigne nekakvu korist. Crnu magiju povezujemo sa satanizmom, demonopoklonstvom, vešticama i čarobnjacima.
Podela na belu magiju i crnu magiju je prilično diskutabilna i podložna raznim tumačenjima pošto je neki, poput Rimokatoličke crkve, svaki oblik magije smatraju protivprirodnim uplitanjem u prirodne tokove i pokušajem sticanja spoznaja na način koji se smatra neprimerenim.
Drugi prave razliku između belih magova i crnih magova, odnosno ukazuju na činjenicu da sam karakter magije ne leži u njenoj osnovi već u načinu na koji se primenjivač sa njom koristi.

## Primene crne magije
Primenjivači, odnosno praktičari crne magije su često koristili otrove napravljene od biljaka ili otrovnih stvari za nanošenje zla ljudima ili životinjama. Svoje rituale obavljali su noću na grobljima, ostacima napuštenih samostana ili na drugim usamljenim mestima. U tim obredima izvođeno je žrtveno ubijanje životinja, a katkad i ljudi (posebno dece). Krv i prinos žrtve bio je važan deo obredne prakse, a korišćena su pomagala koja se povezuju sa zlom i zlim i negativnim uticajima, poput crnih sveća, lobanje oceubice, krila šišmiša, noktiju pogubljenog zločinca i sličnih predmeta.
Verovalo se da se poklonici crne magije okupljaju na crnim sabatima, gde se predaju orgijama, uživanju u narkoticima koji izazivaju halucinacije i tajnim obredima u slavu satane. Takođe, bavili su se i nekromantijom, odnosno prizivanjem duša umrlih osoba da bi od njih dobili odgovore na željena pitanja.

## Istorija crne magije
Svedočanstva o primenjivanju crne magije se javljaju još u Starom veku kod drevnih Egipćana i Persijanaca, ali i kod antičkih Grka i Jevreja preko kojih su se u periodu Rimskog carstva proširila po Evropi, a u Aziji se javlja u Drevnoj Indiji, Kini i Japanu. Tokom mračnog Srednjeg veka su zabeležene informacije o primenjivačima crne magije u Španiji, južnoj Francuskoj, Italiji i u Tirolu i Nemačkoj.

## Zakonska zabrana uRepublici Srbiji
Zakonom o javnom redu i miru Republike Srbije koji je donet 2016. godine u članu 15, stavci Uznemiravanje građana vračanjem, proricanjem ili sličnim obmanjivanjem, u šta se može ubrajati astrologija, tarot, numerologija i druga paganska/politeistička (mnogobožačka) verovanja stoji:
Кo se bavi vračanjem, proricanjem sudbine, tumačenjem snova ili sličnim obmanjivanjem na način kojim uznemirava građane ili narušava javni red i mir - kazniće se novčanom kaznom od 10.000 do 50.000 dinara ili radom u javnom interesu od 40 do 120 časova.— Zakon o javnom redu i miru Republike Srbije
.

## Literatura
- , Transcendentalna magija, Esotheria, Beograd, 2004.  978-86-81585-43-6

## Spoljašnje veze
- Crna Magija[мртва веза] na Okultopediji.
- Kako da se Zaštitite od Crne Magije od Henrija Gamaša na Okultopediji.
- Transcedentalna Magija[мртва веза] na Okultopediji.